# Ласкау, Даниэль
Даниэль Ласкау (рум. Florin Daniel Lascau; род. 15 мая 1969, Орадя) — румынский, а впоследствии немецкий дзюдоист, чемпион Румынии, призёр чемпионатов Германии, чемпион мира, участник летних Олимпийских игр 1992 года в Барселоне.

## Карьера
Выступал в полусредней весовой категории (до 78 кг). Чемпион Румынии 1986 и 1989 годов. Серебряный (1995-1996 годы) и бронзовый (1994) призёр чемпионатов Германии. Победитель и призёр престижных международных турниров. Победитель чемпионата мира 1991 года в Барселоне.
На летней Олимпиаде 1992 года в Барселоне в схватке 1/32 финала проиграл южнокорейцу Киму Бёнджу и занял 34-е место.